# Marine Richard
Pour les articles homonymes, voir Richard.
Marine Richard, née le 10 janvier 1982, est une judokate française.

## Biographie
Elle est médaillée d'argent aux Championnats du monde par équipes de judo en 2008. Au niveau national, elle est sacrée championne de France en 2009 en moins de 52 kg.